# Rubén Etchebarne Cuestas
Rubén Etchebarne Cuestas (Mercedes, Departament de Soriano, 8 de setembre del 1936) va ser un ciclista uruguaià. Va participar en els Jocs Olímpics del 1960 i del 1964.

## Palmarès
- 1960
  - 1r a la Prova Ciclística 9 de Julho
  - 1r a la Volta de la Joventut Mexicana
- 1961
  - Vencedor de 3 etapes a la Volta de la Joventut Mexicana
- 1962
  - 1r a la Volta a l'Uruguai i vencedor de 2 etapes
- 1963
  - Medalla d'or als Jocs Panamericans en Persecució per equips
- 1964
  - 1r a la Mil Millas Orientales
- 1965
  - Vencedor d'una etapa a la Volta a l'Uruguai
- 1966
  - 1r a la Mil Millas Orientales
  - Vencedor d'una etapa a la Volta a l'Uruguai
- 1969
  - 1r a la Mil Millas Orientales